# Список картин Исаака Ильича Левитана

Ниже перечислены картины русского живописца Исаака Ильича Левитана.
| Картина | Название                                       | Год создания                 | Техника                                           | Размеры (см) | Галерея |
| ------- | ---------------------------------------------- | ---------------------------- | ------------------------------------------------- | ------------ | --- |
|         | Солнечный день. Весна                          | 1876–1877                    | Холст, масло                                      | 53 x 40,7    | Частное собрание, Москва                                                                                     |
|         | Вечер                                          | 1877                         | Холст, масло                                      | 71,2 x 53,3  | Государственная Третьяковская галерея                                                                        |
|         | Деревня. Зима                                  | 1877–1878                    | Холст, масло                                      | 23,2 x 34,5  | Тульский областной художественный музей                                                                      |
|         | Вечер после дождя                              | 1879                         | Холст, масло                                      | ?            | Частное собрание                                                                                             |
|         | Осенний день. Сокольники                       | 1879                         | Холст, масло                                      | 63,5 x 50    | Государственная Третьяковская галерея                                                                        |
|         | Перед грозой                                   | 1879                         | Холст, масло                                      | 72 x 102     | Нижегородский государственный художественный музей                                                           |
|         | Ветряные мельницы. Поздние сумерки             | 1870-е                       | Холст, масло                                      | 44,5 x 31,3  | Государственная Третьяковская галерея                                                                        |
|         | Осень. Дорога в деревне                        | 1870-е                       | Холст, масло                                      | 65 x 43      | Государственная Третьяковская галерея                                                                        |
|         | Дорога в лесу                                  | Конец 1870-х — начало 1880-х | Холст, масло                                      | 42 x 66      | Новокузнецкий художественный музей                                                                           |
|         | Аллея. Останкино                               | 1880                         | Холст на картоне, масло                           | 54,3 x 43,6  | Государственная Третьяковская галерея                                                                        |
|         | В парке                                        | 1880                         | Холст, масло                                      | 44 x 62      | Астраханская картинная галерея имени П. М. Догадина                                                          |
|         | Дуб                                            | 1880                         | Холст, масло                                      | 57,5 x 57,6  | Государственная Третьяковская галерея                                                                        |
|         | Осень. Охотник                                 | 1880                         | Холст, масло                                      | 93,8 x 68    | Тверская областная картинная галерея                                                                         |
|         | Аллея                                          | Начало 1880-х                | Бумага на картоне, масло                          | 44 x 38      | Ростовский кремль (музей-заповедник)                                                                         |
|         | Останкино                                      | Начало 1880-х                | Холст на картоне, масло                           | 19 x 28,5    | Государственный Русский музей                                                                                |
|         | Снопы и деревня за рекой                       | Начало 1880-х                | Холст, масло                                      | 19,7 x 33,3  | Государственный Русский музей                                                                                |
|         | Черемуха                                       | Начало 1880-х                | Холст на картоне, масло                           | 22 x 31      | Государственный Русский музей                                                                                |
|         | Дорога в лесу                                  | 1881                         | Холст, масло                                      | 32 x 40,1    | Государственная Третьяковская галерея                                                                        |
|         | Вечер. Дорога                                  | 1881–1882                    | Холст, масло                                      | 14,8 x 10,2  | Частное собрание                                                                                             |
|         | Весной в лесу                                  | 1882                         | Холст, масло                                      | 43,4 x 35,7  | Государственная Третьяковская галерея                                                                        |
|         | Вечер над болотом                              | 1882                         | Холст, масло                                      | 71,5 x 137,5 | Частное собрание                                                                                             |
|         | Вечер на пашне                                 | 1883                         | Холст, масло                                      | 43,3 x 67    | Государственная Третьяковская галерея                                                                        |
|         | Деревня на берегу реки                         | 1883                         | Холст, масло                                      | 59, 9 x 74   | Саратовский художественный музей имени А. Н. Радищева                                                        |
|         | Пейзаж                                         | 1883                         | Холст, масло                                      | 42,5 x 74    | Ростовский кремль (музей-заповедник)                                                                         |
|         | Первая зелень. Май                             | 1883                         | Холст, масло                                      | 24 x 33      | Государственная Третьяковская галерея                                                                        |
|         | Лес. Солнечный день                            | 1883–1884                    | Холст, масло                                      | 38 x 49,6    | Государственный музей искусств Узбекистана                                                                   |
|         | Дуб и березка                                  | 1884                         | Холст, масло                                      | 29 x 26      | Дом Чехова (Ялта)                                                                                            |
|         | Мостик. Саввинская слобода                     | 1884                         | Холст, масло                                      | 25 x 29      | Государственная Третьяковская галерея                                                                        |
|         | Осиновая рощица. Серый день                    | 1884                         | Холст, масло                                      | 38,5 x 27,3  | Национальный художественный музей Республики Беларусь                                                        |
|         | Саввинская слобода под Звенигородом            | 1884                         | Холст на картоне, масло                           | 33 x 52      | Государственная Третьяковская галерея                                                                        |
|         | Саввинская слобода под Звенигородом            | 1884                         | Холст, масло                                      | 43,5 x 67    | Государственная Третьяковская галерея                                                                        |
|         | Зимой в лесу                                   | 1885                         | Холст, масло                                      | 55 x 45      | Государственная Третьяковская галерея                                                                        |
|         | Половодье                                      | 1885                         | Холст, масло                                      | 93,5 x 156,5 | Национальный художественный музей Республики Беларусь                                                        |
|         | В окрестностях Саввино-Сторожевского монастыря | Середина 1880-х              | Холст, масло                                      | 43 x 66      | Израильский музей                                                                                            |
|         | Пчельник                                       | ок. 1885                     | Холст, масло                                      | 24 x 32      | Частное собрание                                                                                             |
|         | Лесная река. Осень на реке Истра               | 1885–1886                    | Холст, масло                                      | 58 x 89      | Одесский художественный музей                                                                                |
|         | Ай-Петри                                       | 1886                         | Бумага на холсте, масло                           | 20 x 31,5    | Херсонский художественный музей имени Алексея Шовкуненко                                                     |
|         | В крымских горах                               | 1886                         | Холст, масло                                      | 17 x 26      | Ульяновский художественный музей                                                                             |
|         | Осенний лес                                    | 1886                         | Холст, масло                                      | 17 x 29      | Поленово |
|         | Сакля в Алупке                                 | 1886                         | Бумага на картоне, масло                          | 19,5 x 33    | Государственная Третьяковская галерея                                                                        |
|         | Татарское кладбище. Крым                       | 1886                         | Холст, масло                                      | 45 x 75,2    | Государственная Третьяковская галерея                                                                        |
|         | Три сосны                                      | 1886                         | Бумага на картоне, масло                          | 20,4 x 33,5  | Частное собрание                                                                                             |
|         | У берега моря. Крым                            | 1886                         | Бумага на холсте, масло                           | 41,3 x 65    | Государственный Русский музей                                                                                |
|         | Осеннее утро. Туман                            | 1886–1887                    | Холст, масло                                      | 43 x 74      | Государственная Третьяковская галерея                                                                        |
|         | Волга с высокого берега                        | 1887                         | Холст, масло                                      | 20 x 34,5    | Тверская областная картинная галерея                                                                         |
|         | Заросший пруд                                  | 1887                         | Бумага на холсте, масло                           | 31,8 x 40,6  | Государственный Русский музей                                                                                |
|         | Крымский пейзаж                                | 1887                         | Холст, масло                                      | 73 x 97      | Плесский государственный историко-архитектурный и художественный музей-заповедник (Дом-музей И. И. Левитана) |
|         | Разлив                                         | 1887                         | Холст на картоне, масло                           | 19,4 x 32,2  | Государственная Третьяковская галерея                                                                        |
|         | Вечер на Волге                                 | 1887–1888                    | Холст, масло                                      | 50 x 81      | Государственная Третьяковская галерея                                                                        |
|         | Вечер на Волге                                 | 1888                         | Холст, масло                                      | 22 x 33,5    | Частное собрание                                                                                             |
|         | На Волге                                       | 1888                         | Холст, масло                                      | 57,8 x 88,7  | Государственная Третьяковская галерея                                                                        |
|         | Осень. Мельница. Плёс                          | 1888                         | Холст, масло                                      | 41 x 65      | Государственная Третьяковская галерея                                                                        |
|         | Портрет Софьи Петровны Кувшинниковой           | 1888                         | Холст, масло                                      | 88 x 57      | Музей-квартира И. И. Бродского                                                                               |
|         | Баржи. Волга                                   | 1889                         | Холст на картоне, масло                           | 17,4 x 29,2  | Нижегородский государственный художественный музей                                                           |
|         | Вечер. Золотой Плёс                            | 1889                         | Холст, масло                                      | 84,2 x 142   | Государственная Третьяковская галерея                                                                        |
|         | Волга                                          | 1889                         | Холст, масло                                      | 35 x 57      | Плесский государственный историко-архитектурный и художественный музей-заповедник (Дом-музей И. И. Левитана) |
|         | Золотая осень. Слободка                        | 1889                         | Холст, масло                                      | 43 x 67,2    | Государственный Русский музей                                                                                |
|         | Избы, освещенные солнцем                       | 1889                         | Картон, масло                                     | 14,9 x 24,5  | Краснодарский краевой художественный музей им. Ф. А. Коваленко                                               |
|         | Лесные фиалки и незабудки                      | 1889                         | Холст, масло                                      | 49 x 35      | Государственная Третьяковская галерея                                                                        |
|         | Одуванчики                                     | 1889                         | Холст, масло                                      | 59 x 42,5    | Чувашский государственный художественный музей                                                               |
|         | Осень                                          | 1889                         | Холст, масло                                      | 45 x 75,7    | Национальный художественный музей Республики Беларусь                                                        |
|         | После дождя. Плёс                              | 1889                         | Холст, масло                                      | 80 x 125     | Государственная Третьяковская галерея                                                                        |
|         | Сельский вид                                   | 1889                         | Холст, масло                                      | ?            | Екатеринбургский музей изобразительных искусств                                                              |
|         | Тростники и кувшинки                           | 1889                         | Холст, масло                                      | 58 x 47      | Плесский государственный историко-архитектурный и художественный музей-заповедник (Дом-музей И. И. Левитана) |
|         | Берёзовая роща                                 | 1885–1889                    | Бумага на холсте, масло                           | 28,5 x 50    | Государственная Третьяковская галерея                                                                        |
|         | Полдень                                        | Конец 1880-х                 | Картон, масло                                     | 16,2 x 23,6  | Новокузнецкий художественный музей                                                                           |
|         | Березы. Опушка леса                            | 1880-е                       | Холст, масло                                      | 35,5 x 36    | Ставропольский краевой музей изобразительных искусств                                                        |
|         | Избушка на лугу                                | 1880-е                       | Картон, масло                                     | 42 x 31      | Костромской государственный историко-архитектурный и художественный музей-заповедник                         |
|         | Костры                                         | 1880-е                       | Холст, масло                                      | 16,5 x 25    | Башкирский государственный художественный музей имени М. В. Нестерова                                        |
|         | Лес зимой                                      | 1880-е                       | Картон, масло                                     | 20 x 29,5    | Севастопольский художественный музей им. П. М. Крошицкого                                                    |
|         | Лодка на берегу                                | 1880-е                       | Дерево, масло                                     | 18 x 25      | Омский областной музей изобразительных искусств имени М. А. Врубеля                                          |
|         | Пасека                                         | 1880-е                       | Холст, масло                                      | 20,5 x 31    | Омский областной музей изобразительных искусств имени М. А. Врубеля                                          |
|         | Полустанок                                     | 1880-е                       | Холст на картоне, масло                           | 21 x 25      | Плёсский государственный историко-архитектурный и художественный музей-заповедник (Дом-музей Левитана)       |
|         | Сад в снегу                                    | 1880-е                       | Картон, графитный карандаш, гуашь                 | 29,2 x 35,1  | Государственный Русский музей                                                                                |
|         | Лесные дали                                    | 1880–1890-е                  | Картон, масло                                     | 23 x 33      | Новгородский музей-заповедник                                                                                |
|         | Берег Средиземного моря                        | 1890                         | Холст, масло                                      | 41 x 59      | Государственная Третьяковская галерея                                                                        |
|         | Близ Бордигеры на севере Италии                | 1890                         | Бумага на холсте, масло                           | 24 x 33      | Государственная Третьяковская галерея                                                                        |
|         | В пасмурный день на Волге                      | 1890                         | Холст, масло                                      | 30 x 64      | Серпуховский историко-художественный музей                                                                   |
|         | Венеция. Рива дельи Скьявони                   | 1890                         | Холст, масло                                      | 27,7 x 20,1  | Частное собрание, Санкт-Петербург                                                                            |
|         | Весна в Италии                                 | 1890                         | Холст, масло                                      | 42,8 x 60,2  | Государственная Третьяковская галерея                                                                        |
|         | Итальянский пейзаж                             | 1890                         | Картон, масло                                     | 20 x 35,4    | Феодосийская картинная галерея имени И. К. Айвазовского                                                      |
|         | На пути к Сиону                                | 1890                         | Холст, масло                                      | ?            | Израильский музей                                                                                            |
|         | Пасмурный день                                 | 1890                         | Холст, масло                                      | 32,4 x 57,3  | Музей изобразительных искусств Республики Карелия                                                            |
|         | Тихая обитель                                  | 1890                         | Холст, масло                                      | 87,5 x 108   | Государственная Третьяковская галерея                                                                        |
|         | У берега моря. Италия                          | 1890                         | Бумага на холсте, масло                           | 41,3 x 65    | Государственный Русский музей                                                                                |
|         | Осень                                          | 1891                         | Холст, масло                                      | 22 x 31      | Государственный Литературный музей                                                                           |
|         | Портрет Н. П. Панафидина                       | 1891                         | Холст, масло                                      | 88,5 x 71    | Тверская областная картинная галерея                                                                         |
|         | Вечерний звон                                  | 1892                         | Холст, масло                                      | 87 x 107,6   | Государственная Третьяковская галерея                                                                        |
|         | Владимирка                                     | 1892                         | Холст, масло                                      | 79 x 123     | Государственная Третьяковская галерея                                                                        |
|         | Ранняя весна                                   | 1892                         | Картон, масло                                     | 16,5 x 20,5  | Полтавский художественный музей                                                                              |
|         | У омута                                        | 1892                         | Холст, масло                                      | 150 x 209    | Государственная Третьяковская галерея                                                                        |
|         | На озере (Тверская губерния)                   | 1893                         | Холст, масло                                      | 109 x 163    | Саратовский художественный музей имени А. Н. Радищева                                                        |
|         | Облачное небо. Сумерки                         | 1893                         | Холст на картоне, масло                           | 17,8 x 26,2  | Государственный Русский музей                                                                                |
|         | Озеро                                          | 1893                         | Холст, масло                                      | 45 x 58      | Плесский государственный историко-архитектурный и художественный музей-заповедник (Дом-музей И. И. Левитана) |
|         | В лесу осенью                                  | 1894                         | Бумага на холсте, пастель                         | 84 x 61,5    | Курская государственная картинная галерея имени А. А. Дейнеки                                                |
|         | Васильки                                       | 1894                         | Картон тонированный, пастель, коричневый карандаш | 64,5 x 49,5  | Частное собрание, Москва                                                                                     |
|         | На озере Комо. Набережная                      | 1894                         | Бумага серая на холсте, пастель                   | 74,5 x 105   | Государственная Третьяковская галерея                                                                        |
|         | Над вечным покоем                              | 1894                         | Холст, масло                                      | 150×206      | Государственная Третьяковская галерея                                                                        |
|         | Осень                                          | 1894                         | Холст, масло                                      | 37,9 x 56,4  | Национальный художественный музей Республики Беларусь                                                        |
|         | Осень. Усадьба                                 | 1894                         | Бумага, пастель                                   | 48 x 63      | Омский областной музей изобразительных искусств им. М. А. Врубеля                                            |
|         | Портрет С. П. Кувшинниковой                    | 1894                         | Бумага, пастель                                   | 46,5 x 42    | Плесский государственный историко-архитектурный и художественный музей-заповедник (Дом-музей И. И. Левитана) |
|         | Вечерние тени                                  | 1891–1894                    | Холст, масло                                      | 73 x 125     | Таганрогский художественный музей                                                                            |
|         | В парке                                        | 1895                         | Холст, масло                                      | 49 x 61,6    | Государственная Третьяковская галерея                                                                        |
|         | Весна. Последний снег                          | 1895                         | Холст, масло                                      | 49 x 51      | Частное собрание, Москва                                                                                     |
|         | Золотая осень                                  | 1895                         | Холст, масло                                      | 82 x 126     | Государственная Третьяковская галерея                                                                        |
|         | Корниш. Юг Франции                             | 1895                         | Холст, масло                                      | 95,5 x 128,5 | Дагестанский музей изобразительных искусств имени П. С. Гамзатовой                                           |
|         | Март                                           | 1895                         | Холст, масло                                      | 60 x 75      | Государственная Третьяковская галерея                                                                        |
|         | Ненюфары                                       | 1895                         | Холст, масло                                      | 95 x 128     | Астраханская картинная галерея имени П. М. Догадина                                                          |
|         | Озеро Комо                                     | 1895                         | Холст, масло                                      | 95 x 127,5   | Государственный Русский музей                                                                                |
|         | Озеро. Серый день                              | 1895                         | Бумага на картоне, масло                          | 47,5 x 57,8  | Нижегородский государственный художественный музей                                                           |
|         | Папоротники в лесу                             | 1895                         | Холст, масло                                      | 82,2 x 126,2 | Нижегородский государственный художественный музей                                                           |
|         | Папоротники у воды                             | 1895                         | Холст, масло                                      | 29,5 x 39    | Художественная культура Русского Севера                                                                      |
|         | Свежий ветер. Волга                            | 1895                         | Холст, масло                                      | 72 x 123     | Государственная Третьяковская галерея                                                                        |
|         | Серый день                                     | 1895                         | Холст, масло                                      | 43 x 67      | Смоленская художественная галерея                                                                            |
|         | Хмурый день (Озеро. Серый день)                | 1895                         | Бумага, пастель                                   | 48 x 62      | Государственный Русский музей                                                                                |
|         | Белая сирень                                   | 1893–1895                    | Бумага, пастель                                   | 61,5 x 53    | Омский областной музей изобразительных искусств                                                              |
|         | Осенний пейзаж с церковью                      | 1893–1895                    | Бумага на картоне, пастель                        | 50 x 64,3    | Государственная Третьяковская галерея                                                                        |
|         | Осенний пейзаж с церковью                      | 1893–1895                    | Бумага, пастель                                   | 62 x 48      | Государственный Русский музей                                                                                |
|         | Сирень                                         | 1893–1895                    | Бумага, пастель                                   | 61 x 46      | Омский областной музей изобразительных искусств им. М. А. Врубеля                                            |
|         | Весна. Белая сирень (Терраса в сирени)         | 1894–1895                    | Бумага, пастель                                   | 31 x 49,5    | Частное собрание, США                                                                                        |
|         | Тропинка в лиственном лесу. Папоротники        | Около 1895 г.                | Холст на картоне, масло                           | 27,7 x 39,3  | Государственный Русский музей                                                                                |
|         | У берега                                       | Первая половина 1890-х       | Картон, масло                                     | 11 x 15,8    | Государственный Русский музей                                                                                |
|         | Долина реки. Осень                             | 1896                         | Бумага, пастель                                   | 52 x 67      | Государственный Русский музей                                                                                |
|         | Золотая осень                                  | 1896                         | Холст на картоне, масло                           | 52 x 84,6    | Национальная картинная галерея Армении                                                                       |
|         | На Севере                                      | 1896                         | Холст, масло                                      | 106,9 x 77   | Государственная Третьяковская галерея                                                                        |
|         | Цветущие яблони                                | 1896                         | Холст, масло, тушь, перо                          | 37 x 50      | Государственная Третьяковская галерея                                                                        |
|         | Летний вечер. Река                             | 1890–1896                    | Дерево, масло                                     | 41 x 71      | Чувашский государственный художественный музей                                                               |
|         | Море у финляндских берегов                     | 1896 (?)                     | Картон, масло                                     | 15 x 25      | Иркутский областной художественный музей                                                                     |
|         | Альпы                                          | 1897                         | Холст, масло                                      | 26,5 x 35,4  | Национальный художественный музей Республики Беларусь                                                        |
|         | Альпы                                          | 1897                         | Холст, масло                                      | 12 x 16,5    | Нижегородский государственный художественный музей                                                           |
|         | Альпы. Снега                                   | 1897                         | Холст, масло                                      | 65 x 86      | Екатеринбургский музей изобразительных искусств                                                              |
|         | Бурный день                                    | 1897                         | Холст, масло                                      | 82 x 86,5    | Государственная Третьяковская галерея                                                                        |
|         | В Альпах весной                                | 1897                         | Холст, масло                                      | 50,8 x 85,3  | Частное собрание, Киев                                                                                       |
|         | Весна — большая вода                           | 1897                         | Холст, масло                                      | 64,2 × 57,5  | Государственная Третьяковская галерея                                                                        |
|         | Лунная ночь. Деревня                           | 1897                         | Холст, масло                                      | 60 x 90,5    | Государственный Русский музей                                                                                |
|         | Остатки былого. Сумерки. Финляндия             | 1897                         | Холст, масло                                      | 57 x 87      | Государственная Третьяковская галерея                                                                        |
|         | Последние лучи солнца. Осиновый лес            | 1897                         | Холст, масло                                      | 63 x 56      | Частное собрание                                                                                             |
|         | Сжатое поле                                    | 1897                         | Картон, масло                                     | 59,5 x 73    | Национальная картинная галерея Армении                                                                       |
|         | Цветущие яблони                                | 1897                         | Холст на картоне, масло                           | 17 x 24,4    | Национальный художественный музей Республики Беларусь                                                        |
|         | Лунная ночь. Большая дорога                    | 1897–1898                    | Холст, масло                                      | 83 x 87      | Государственная Третьяковская галерея                                                                        |
|         | Дорога                                         | 1898                         | Холст, масло                                      | 71 x 85      | Ивановский областной художественный музей                                                                    |
|         | Луг на опушке леса                             | 1898                         | Бумага, пастель                                   | 63,5 x 49    | Государственный Русский музей                                                                                |
|         | Озеро. Весна                                   | 1898                         | Холст, масло                                      | 91 x 59      | Пензенская областная картинная галерея имени К. А. Савицкого                                                 |
|         | Порубка                                        | 1898                         | Холст, масло                                      | 68 x 103,5   | Нижегородский государственный художественный музей                                                           |
|         | Ранняя весна                                   | 1898                         | Холст, масло                                      | 41,5 x 66,3  | Государственный Русский музей                                                                                |
|         | Речная заводь (Прудик)                         | 1898                         | Картон, масло                                     | 19,5 x 30    | Плесский государственный историко-архитектурный и художественный музей-заповедник (Дом-музей И. И. Левитана) |
|         | Солнечный день. Деревня                        | 1898                         | Бумага, масло                                     | 14,5 x 23    | Государственная Третьяковская галерея                                                                        |
|         | Солнечный день (У избы)                        | 1898                         | Холст, масло                                      | 73 x 108     | Государственный музей изобразительных искусств Республики Татарстан                                          |
|         | Сумерки. Замок                                 | 1898                         | Холст, масло                                      | 60,5 x 75    | Львовская галерея искусств                                                                                   |
|         | Тишина                                         | 1898                         | Холст, масло                                      | 96 x 128     | Государственный Русский музей                                                                                |
|         | Поздняя осень                                  | 1894–1898                    | Холст, масло                                      | 59 x 91      | Государственный Русский музей                                                                                |
|         | Ветреный день                                  | 1898–1899                    | Бумага на картоне, масло                          | 14 x 18      | Государственная Третьяковская галерея                                                                        |
|         | Озеро. Вечер                                   | 1898–1899                    | Холст, масло                                      | 11 x 14      | Екатеринбургский музей изобразительных искусств                                                              |
|         | Осень. Река                                    | 1898–1899                    | Холст, масло                                      | 32 x 46,5    | Частное собрание                                                                                             |
|         | Полотно железной дороги                        | 1898–1899                    | Холст, масло                                      | 67 x 86      | Нижнетагильский художественный музей изобразительных искусств                                                |
|         | Последние лучи. Озеро                          | 1898–1899                    | Бумага на картоне, масло                          | 17,6 x 26,2  | Государственная Третьяковская галерея                                                                        |
|         | Ясный осенний день                             | 1898–1899                    | Дерево, масло                                     | 12,5 x 27,3  | Государственная Третьяковская галерея                                                                        |
|         | Буря. Дождь                                    | 1899                         | Холст, масло                                      | 154 x 214    | Саратовский художественный музей имени А. Н. Радищева                                                        |
|         | Дорога                                         | 1899                         | Холст, масло                                      | 53 x 35,5    | Частное собрание                                                                                             |
|         | Избы                                           | 1899                         | Холст, масло                                      | 55 x 75      | Нижегородский государственный художественный музей                                                           |
|         | Избы                                           | 1899                         | Холст, масло                                      | 57,5 x 88    | Частное собрание                                                                                             |
|         | Осенний лес                                    | 1899                         | Холст на картоне, масло                           | 32,4 x 30,8  | Сумский художественный музей                                                                                 |
|         | Осень. Березки                                 | 1899                         | Картон, масло                                     | 23,7 x 32,8  | Сумский художественный музей                                                                                 |
|         | Поля                                           | 1899                         | Картон, масло                                     | 58 x 89      | Кировский областной художественный музей имени В. М. и А. М. Васнецовых                                      |
|         | Последние лучи солнца                          | 1899                         | Холст, масло                                      | 80 x 86      | Государственная Третьяковская галерея                                                                        |
|         | Ранняя весна                                   | 1899                         | Картон, масло                                     | 13 x 22,5    | Днепропетровский художественный музей                                                                        |
|         | Ручей                                          | 1899                         | Холст, масло                                      | 62,5 x 50    | Государственный Русский музей                                                                                |
|         | Сумерки                                        | 1899                         | Картон, масло                                     | 50,5 x 74    | Государственная Третьяковская галерея                                                                        |
|         | Сумерки. Луна                                  | 1899                         | Холст, масло                                      | 49,5 x 61,3  | Государственный Русский музей                                                                                |
|         | Сумерки. Стога                                 | 1899                         | Картон, масло                                     | 59,8 x 74,6  | Государственная Третьяковская галерея                                                                        |
|         | Туман. Осень                                   | 1899                         | Картон, акварель                                  | 48 x 60      | Государственный Русский музей                                                                                |
|         | Тяга                                           | 1899                         | Бумага, пастель                                   | 48,3 x 63    | Частное собрание                                                                                             |
|         | Лунная ночь                                    | 1899 (?)                     | Холст, масло                                      | 29,2 x 51,3  | Государственная Третьяковская галерея                                                                        |
|         | Въезд в деревню                                | Конец 1890-х                 | Картон, масло                                     | 66,5 x 84,5  | Ростовский кремль (музей-заповедник)                                                                         |
|         | Озеро в лесу                                   | Конец 1890-х                 | Бумага на картоне, масло                          | 68 x 86      | Плесский государственный историко-архитектурный и художественный музей-заповедник (Дом-музей И. И. Левитана) |
|         | Автопортрет [Не окончен]                       | 1890-е                       | Холст, масло                                      | 58 x 39      | Государственная Третьяковская галерея                                                                        |
|         | Волга. Баржи                                   | 1890-е                       | Холст, масло                                      | 42,4 x 71,5  | Николаевский художественный музей имени В. В. Верещагина                                                     |
|         | Деревня. Хотьково                              | 1890-е                       | Холст на картоне, масло                           | 17 x 34,8    | Тульский областной художественный музей                                                                      |
|         | Дорога                                         | 1890-е                       | Холст, масло                                      | 22 x 29,6    | Владимиро-Суздальский музей-заповедник                                                                       |
|         | Дорожка                                        | 1890-е                       | Холст, масло                                      | 16 x 14      | Омский областной музей изобразительных искусств им. М. А. Врубеля                                            |
|         | Июньский день (Лето)                           | 1890-е                       | Холст, масло                                      | 43,5 x 61    | Частное собрание, Милан                                                                                      |
|         | Лесное озеро                                   | 1890-е                       | Холст, масло                                      | 48,8 x 80    | Ростовский областной музей изобразительных искусств                                                          |
|         | Лунный пейзаж                                  | 1890-е                       | Холст, масло                                      | 29 x 39,5    | Художественная культура Русского Севера                                                                      |
|         | На даче в сумерки                              | 1890-е                       | Холст, масло                                      | 49 x 61      | Ярославский художественный музей                                                                             |
|         | Облако (Перед грозой)                          | 1890-е                       | Холст, масло                                      | 27 x 36,7    | Смоленский государственный музей-заповедник                                                                  |
|         | Озеро. Вечер                                   | 1890-е                       | Картон, масло                                     | 16,8 x 24,5  | Государственный Русский музей                                                                                |
|         | Осень                                          | 1890-е                       | Картон, масло                                     | 57 x 76      | Ростовский областной музей изобразительных искусств                                                          |
|         | Пасмурный день                                 | 1890-е                       | Холст, масло                                      | 41,5 x 73    | Государственный Литературный музей                                                                           |
|         | Поезд в пути                                   | 1890-е                       | Холст, масло                                      | 59 x 76      | Одесский художественный музей                                                                                |
|         | Постой в деревне                               | 1890-е                       | Картон, масло                                     | 14,8 x 20,3  | Пермская государственная художественная галерея                                                              |
|         | Ранняя весна                                   | 1890-е                       | Холст, масло                                      | 49,5 x 72,3  | Таганрогский художественный музей                                                                            |
|         | Сумрачный день. Жнивье                         | 1890-е                       | Холст, масло                                      | 71 x 123,3   | Пермская государственная художественная галерея                                                              |
|         | Туман над водой                                | 1890-е                       | Холст, масло                                      | 40,4 x 63,4  | Кировский областной художественный музей имени В. М. и А. М. Васнецовых                                      |
|         | Озеро                                          | 1899–1900                    | Холст, масло                                      | 149 x 208    | Государственный Русский музей                                                                                |
|         | Весна в Крыму                                  | 1900                         | Картон, масло                                     | 55,3 x 71,7  | Государственная Третьяковская галерея                                                                        |
|         | Летний вечер                                   | 1900                         | Картон, масло                                     | 49 x 73      | Государственная Третьяковская галерея                                                                        |
|         | Уборка сена [Не окончена]                      | 1900                         | Картон, масло                                     | 58,5 x 89,4  | Государственная Третьяковская галерея                                                                        |